# Cornelia Oschkenat
Cornelia Oschkenat, nota anche con i cognomi Riefstahl e Siebert (Neubrandenburg, 29 ottobre 1961), è un'ex ostacolista e velocista tedesca.

## Biografia
Ai Mondiali indoor di Indianapolis 1987 vinse la medaglia d'oro nei 60 metri ostacoli precedendo le bulgare Jordanka Donkova (medaglia d'argento) e Ginka Zagorčeva.
Ai Mondiali di Roma 1987 vinse la medaglia d'argento nella staffetta 4×100 metri insieme a Silke Gladisch, Kerstin Behrendt e Marlies Göhr.

## Palmarès
| Anno                                 | Manifestazione  | Sede         | Evento    | Risultato | Prestazione | Note                          |
| ------------------------------------ | --------------- | ------------ | --------- | --------- | ----------- | ----------------------------- |
| In rappresentanza della Germania Est |                 |              |           |           |             |                               |
| 1986                                 | Europei         | Stoccarda    | 100 m hs  | Argento   | 12"55       |                               |
| 1987                                 | Mondiali indoor | Indianapolis | 60 m hs   | Oro       | 7"82        |                               |
| 1987                                 | Mondiali        | Roma         | 100 m hs  | Bronzo    | 12"46       |                               |
| 1987                                 | Mondiali        | Roma         | 4 × 100 m | Argento   | 41"95       |                               |
| 1988                                 | Europei indoor  | Budapest     | 60 m hs   | Oro       | 7"77        | Miglior prestazione personale |
| 1988                                 | Giochi olimpici | Seul         | 100 m hs  | 8ª        | 13"73       |                               |
| 1989                                 | Mondiali indoor | Budapest     | 60 m hs   | Bronzo    | 7"86        |                               |
| 1990                                 | Europei         | Spalato      | 100 m hs  | 4ª        | 12"94       |                               |
| In rappresentanza della Germania     |                 |              |           |           |             |                               |
| 1991                                 | Mondiali        | Tokyo        | 100 m hs  | Batteria  | 13"55       |                               |

## Altre competizioni internazionali
1987
- Coppa Europa di atletica leggera ( Praga)

1989
- Coppa Europa di atletica leggera ( Gateshead)
- Oro in Coppa del mondo ( Barcellona), 100 m hs - 12"60
- Oro in Coppa del mondo ( Barcellona), 4 × 100 m - 42"21